# Eucharis caucana
Eucharis caucana là một loài thực vật có hoa trong họ Loa kèn đỏ. Loài này được Meerow mô tả khoa học đầu tiên năm 1989.